# Nikolaos Gundulas
Nikolaos Gundulas (ur. 4 lutego 1985 w Kozani) – grecki wioślarz.

## Osiągnięcia
- Mistrzostwa Świata Juniorów – Duisburg 2001 – czwórka podwójna – 8. miejsce[1].
- Mistrzostwa Świata Juniorów – Troki 2002 – dwójka podwójna – 7. miejsce[1].
- Mistrzostwa Świata Juniorów – Ateny 2003 – dwójka podwójna – 4. miejsce[1].
- Mistrzostwa Świata U-23 – Amsterdam 2005 – czwórka bez sternika wagi lekkiej – 2. miejsce[1].
- Mistrzostwa Świata U-23 – Hazewinkel 2006 – czwórka bez sternika wagi lekkiej – 2. miejsce[1].
- Mistrzostwa Świata – Eton 2006 – czwórka bez sternika wagi lekkiej – 15. miejsce[1].
- Mistrzostwa Świata U-23 – Glasgow 2007 – czwórka bez sternika wagi lekkiej – 1. miejsce[1].
- Mistrzostwa Świata – Monachium 2007 – czwórka bez sternika wagi lekkiej – 13. miejsce[1].
- Mistrzostwa Europy – Ateny 2008 – czwórka bez sternika – 1. miejsce[1].
- Mistrzostwa Świata – Linz 2008 – dwójka bez sternika wagi lekkiej – 1. miejsce[1].
- Mistrzostwa Świata – Poznań 2009 – dwójka bez sternika – 3. miejsce[1].
- Mistrzostwa Europy – Brześć 2009 – dwójka bez sternika – 1. miejsce[1].
- Mistrzostwa Europy – Montemor-o-Velho 2010 – czwórka bez sternika – 2. miejsce[1].